# Kman
Kman – dzielnica Splitu, drugiego co do wielkości miasta Chorwacji. Leży na północny wschód od centrum miasta, ma 5 882 mieszkańców i 0,33 km² powierzchni.
Obszar dzielnicy Kman ograniczają:
- od północy – ulica Domovinskog Rata,
- od wschodu – ulica Solinska,
- od południa – ulica Velebitska,
- od zachodu – ulica Dubrovačka.

Dzielnice sąsiadujące z Kman:
- od północy – Ravne Njive,
- od wschodu – Kocunar,
- od południa – Sućidar i Plokite,
- od zachodu – Bol.